# Gymnopternus laffooni
Gymnopternus laffooni är en tvåvingeart som beskrevs av Robinson 1964. Gymnopternus laffooni ingår i släktet Gymnopternus och familjen styltflugor.
Artens utbredningsområde är North Carolina. Inga underarter finns listade i Catalogue of Life.